# CentralWorld

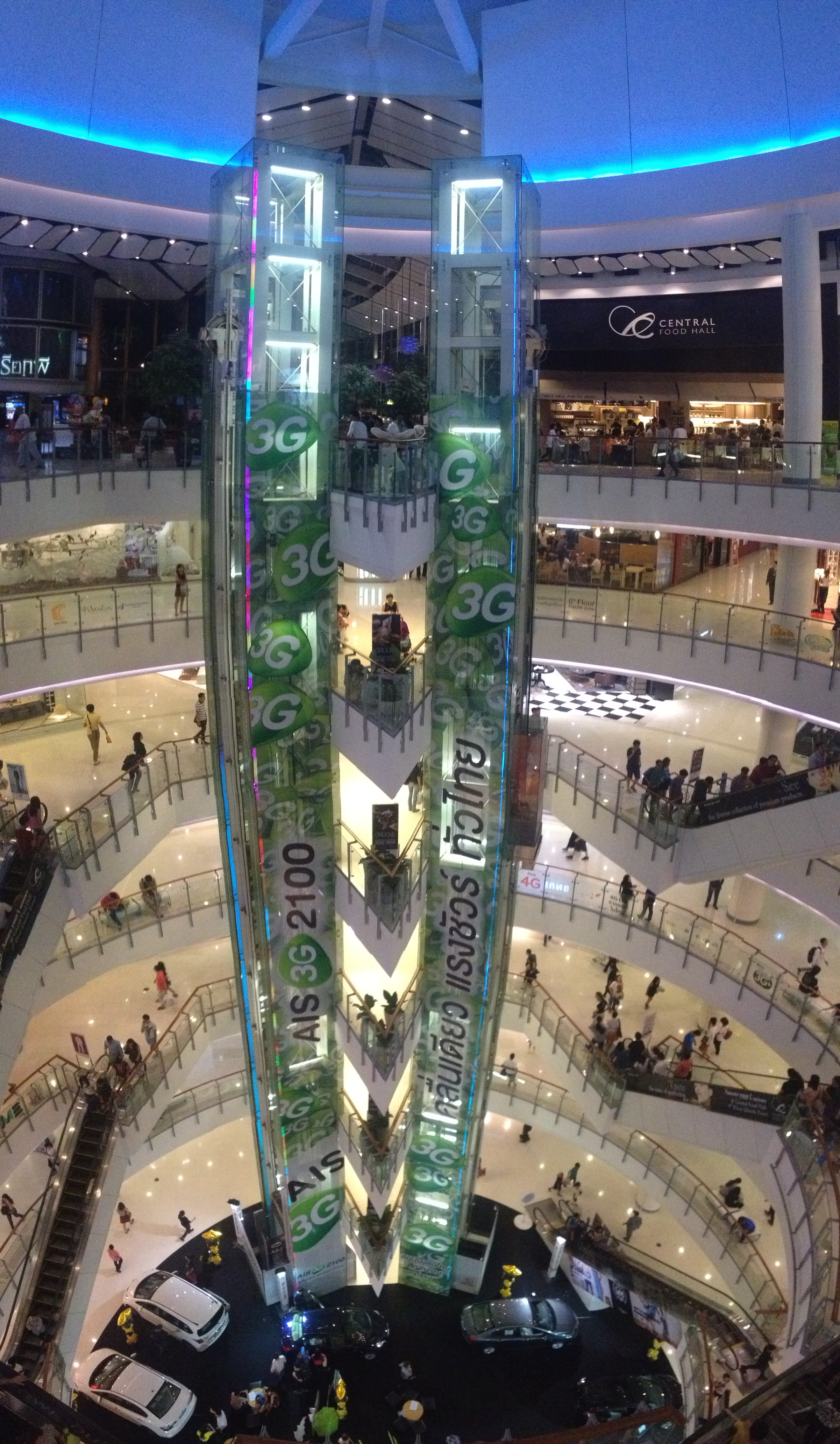
Cúpula Central

CentralWorld (en tailandés: เซ็นทรัลเวิลด์   , con el estilo de centralwOrld) es una plaza comercial y un complejo en Bangkok, Tailandia. Es el noveno complejo comercial más grande del mundo. El complejo, que incluye un hotel y una torre de oficinas, es propiedad de la empresa Central Pattana. En 2006, después de tres años de diseño y renovación, CentralWorld se amplió a 550 000 m2 de centro comercial y 830 000 m2 de complejo, superando a su rival cercano Siam Paragon en términos de tamaño.

## Historia

### World Trade Center
Originalmente llamado World Trade Center, el centro comercial de ocho pisos se inauguró el 1989. Central Group adquirió la propiedad en 2002 del grupo Wang Phetchabun y cambió el nombre a Central World Plaza. En 2007, pasó a llamarse CentralWorld. Se encuentra en terrenos alquilados por la Oficina de Propiedades de la Corona. En su adquisición, el brazo de desarrollo inmobiliario del Grupo Central, Central Pattana (SET), aseguró un nuevo contrato de arrendamiento de 30 años en el sitio. 

### Renovaciones de centros comerciales
Anticipándose a la apertura del lujoso Siam Paragon, CPN inició renovaciones y expansiones masivas en el sitio en 2003. CPN cambió el nombre de World Trade Center a Central World Plaza. La estructura original del centro comercial tenía 300.000 metros cuadrados. Los planes de expansión aumentaron eso a 430,000 metros cuadrados. Aunque el trabajo aún no estaba completo, CPN celebró una inauguración oficial del complejo renovado el 21 de julio de 2006; se esperaba que estuviera en pleno funcionamiento en octubre de 2006. En ese momento CPN cambia el nombre a Centralworld. En mayo de 2007, el centro comercial se inauguró por completo, pero algunas partes de los pisos superiores permanecieron vacías. Se estaba llevando a cabo una importante construcción exterior en el hotel en la esquina noroeste del centro comercial y los pisos de extensión de los grandes almacenes ZEN en la esquina sureste.
El complejo renovado pretendía atraer a 150.000 clientes por día, gastando más de 7 mil millones de baht anualmente. Se comercializó a sí mismo como un centro comercial de clase media, opuesto al mercado de clase alta Siam Paragon.
CentralWorld no logró su objetivo en términos de visitantes diarios debido a varias razones, incluida la agitación política y una recesión económica en curso. Sin embargo, el número de compradores pronto aumentó, aunque faltan cifras confiables. Las celebraciones de la cuenta regresiva del Año Nuevo de Bangkok se llevaron a cabo frente a CentralWorld, lo que rápidamente se convirtió en una tradición, y la cantidad de personas aumentó cada año.

### Las oficinas de CentralWorld
Las renovaciones incluyeron completar una torre de oficinas sin terminar, cuyo trabajo se detuvo en 1999 y solo se completaron 39 de los 63 pisos planificados. La construcción se reanudó a principios de 2003, expandiendo la torre a un diseño de 45 pisos y 204 metros, con la apertura de la torre completa en 2005.

### Centara Grand en Central World
Centara Grand es un hotel de cadena construido en un terreno arrendado a Crown Properties Bureau. El hotel insignia, el Centara Grand en CentralWorld, está adjunto tanto al centro comercial CentralWorld como a las oficinas de CentralWorld.

### 2010 Daños por incendio
CentralWorld se cerró temporalmente el 19 de mayo de 2010 debido a graves daños provocados por un incendio provocado, que se produjo cuando las tropas desalojaron a los manifestantes del área durante las protestas políticas de Tailandia de 2010 . La sección 'Zen' contigua sufrió daños masivos por parte de los alborotadores.
La parte de Isetan se reabrió poco después. Tras las reparaciones, una gran parte de CentralWorld se reabrió el 28 de septiembre de ese año. La sección 'Zen' reabrió sus puertas el 6 de enero de 2012.

### Renovaciones del centro comercial 2016–2018
Las renovaciones incluyeron Mejorar la circulación y la navegación simplificada, agregar escaleras mecánicas en la Zona A, cambiar la zona de la mercancía para adaptarse al mercado actual, utilizar un diseño de escaparate abierto para mejorar la experiencia del cliente, mejorar el enlace con BTS Skytrain y construir una segunda Apple Store en Tailandia.
Las renovaciones comenzaron en otoño de 2016 y debían completarse en 2018.

### 2019 Incendio y ZEN renombrados como Central
Durante la hora pico de la tarde del 10 de abril de 2019, un incendio que aparentemente comenzó en otro lugar se extendió al octavo piso a través de las tuberías de ventilación y se ordenó la evacuación del centro comercial. Se informó que al menos dos personas, ambos empleados, murieron después de saltar del edificio.
Ese diciembre, después de tres décadas, ZEN pasó a llamarse Central, posicionada como una tienda de experiencia experimental. Toda la tienda CentralWorld de Central Department Store se renovará mediante la contratación de tres diseñadores famosos de Francia, Italia, Alemania y Tailandia. La remodelación cuesta 1 mil millones de baht.

### Cierre de Isetan y posterior renovación
El 14 de marzo de 2020, Isetan Mitsukoshi Holdings y CPN anunciaron conjuntamente el cierre de Isetan Bangkok en CentralWorld el 31 de agosto de 2020 debido al vencimiento del contrato entre las dos partes. Después del cierre de Isetan, CPN planea renovar el área y la fachada mientras negocia con el nuevo ancla de los grandes almacenes que reemplaza a Isetan. La renovación se completará en el primer trimestre de 2023, con la sensación y el ambiente japoneses y su auténtica zona de restaurantes japoneses se mantendrá intacta.

## Ubicación
CentralWorld está ubicado en el distrito de Pathum Wan en la intersección de Ratchaprasong en uno de los distritos comerciales y turísticos más concurridos de Bangkok.

## Instalaciones

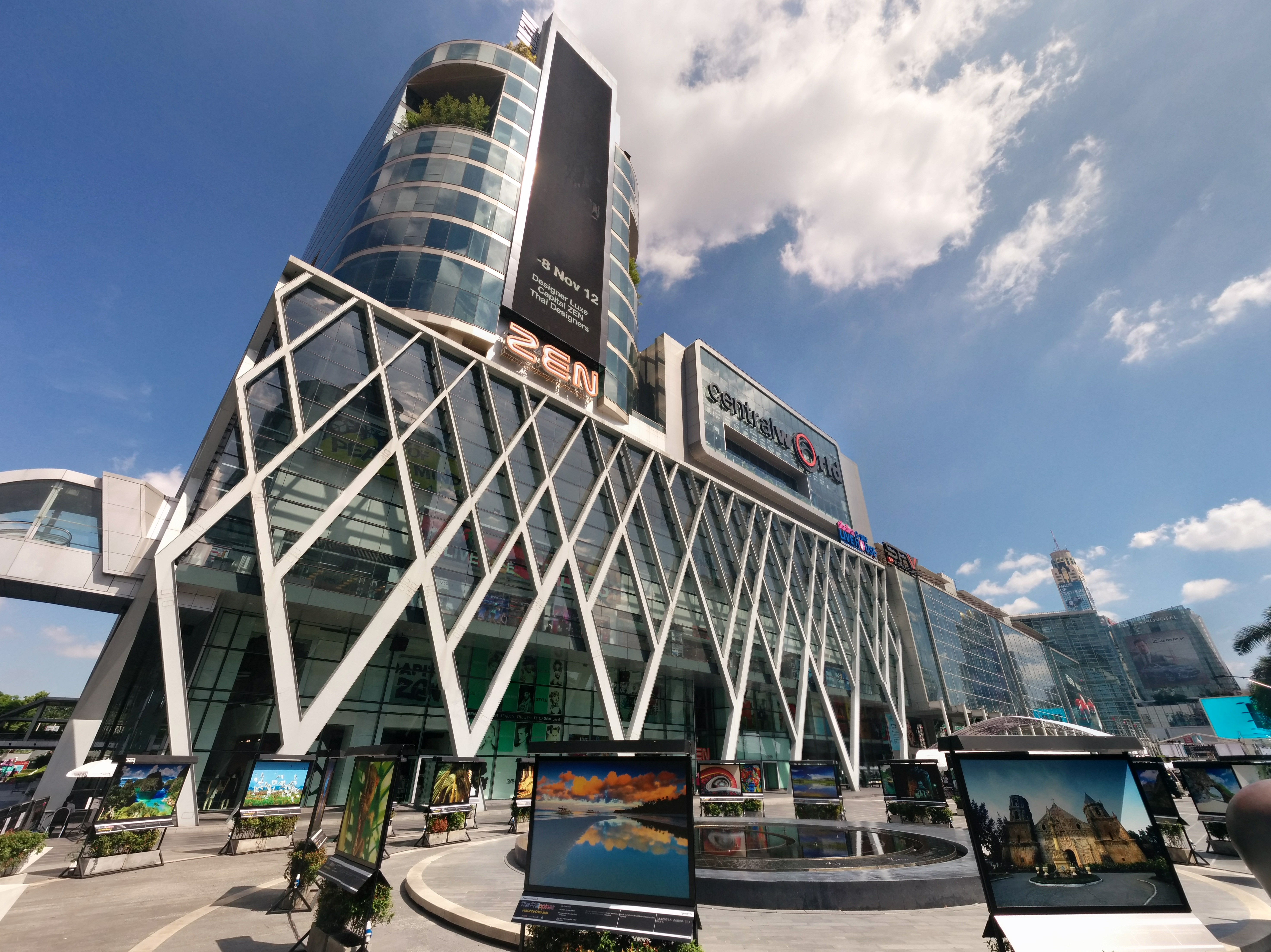
Plaza del Mundo Central

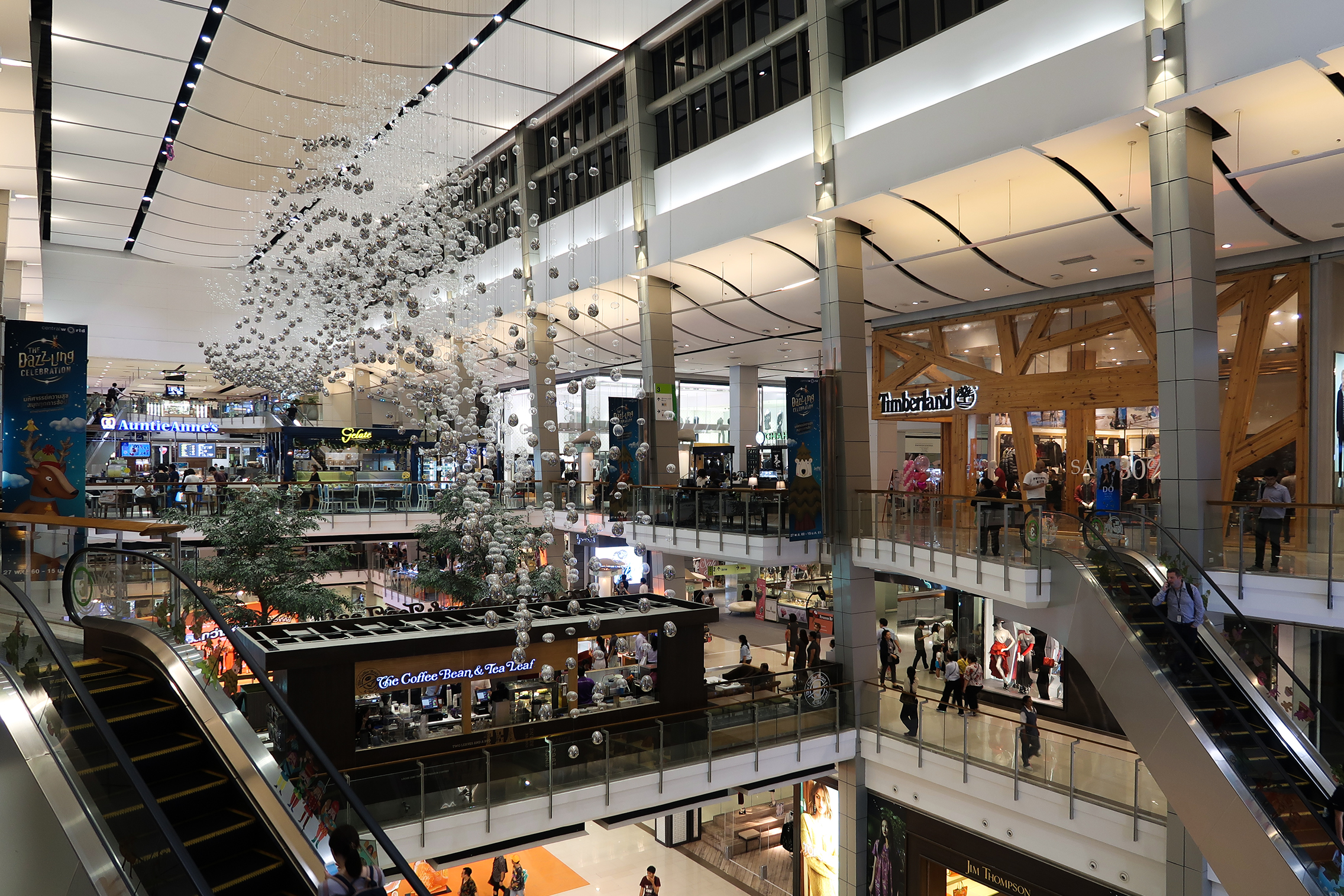
Atrio en 2018

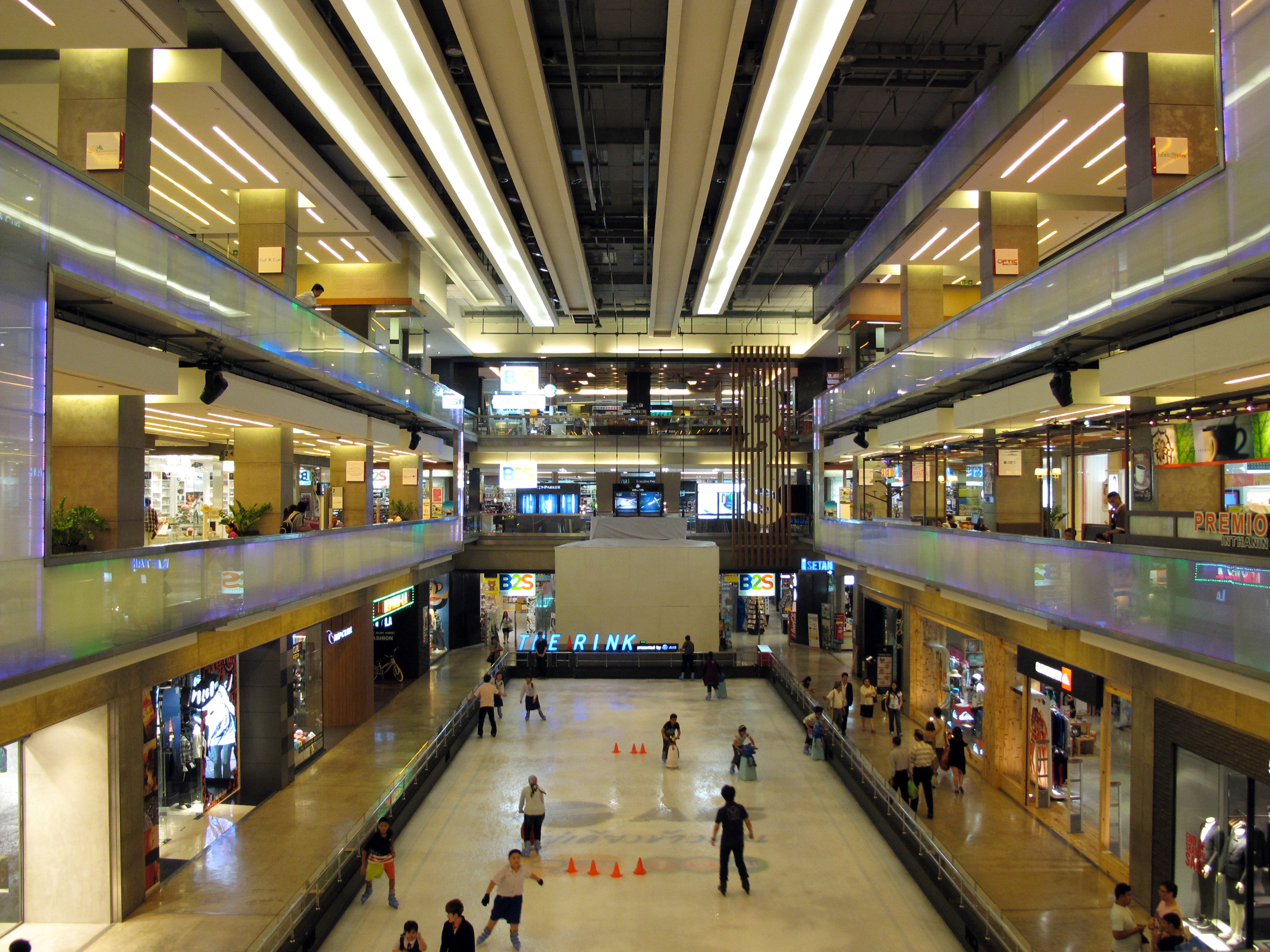
Zona F The Rink en 2011

### Plaza del CentralWorld
La plaza de actividades al aire libre más grande en el centro de Bangkok, cubría un área de 8 kilómetros cuadrados, que era para actividades a gran escala como la fiesta de cuenta regresiva de Nochevieja. Había 400 fuentes danzantes incorporadas a la plaza. En 2020, Apple Store abrió en esta plaza.

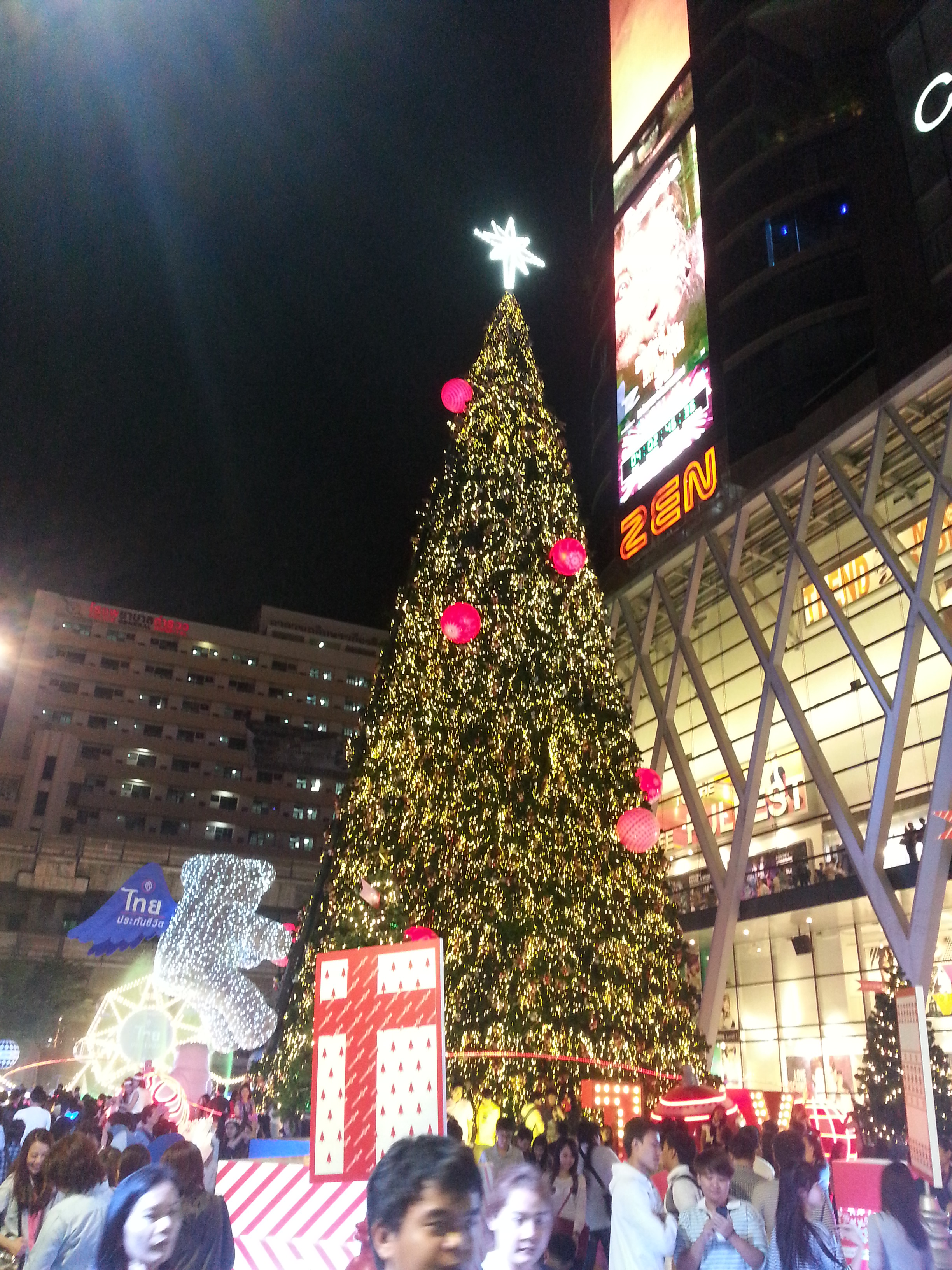
Árbol de Navidad exhibido fuera de CentralWorld

### Avenida CentralWorld
CentralWorld Avenue es una calle de seis carriles que rodea el complejo. Une Rama I Road y Ratchadamri road juntas.

### Anclas

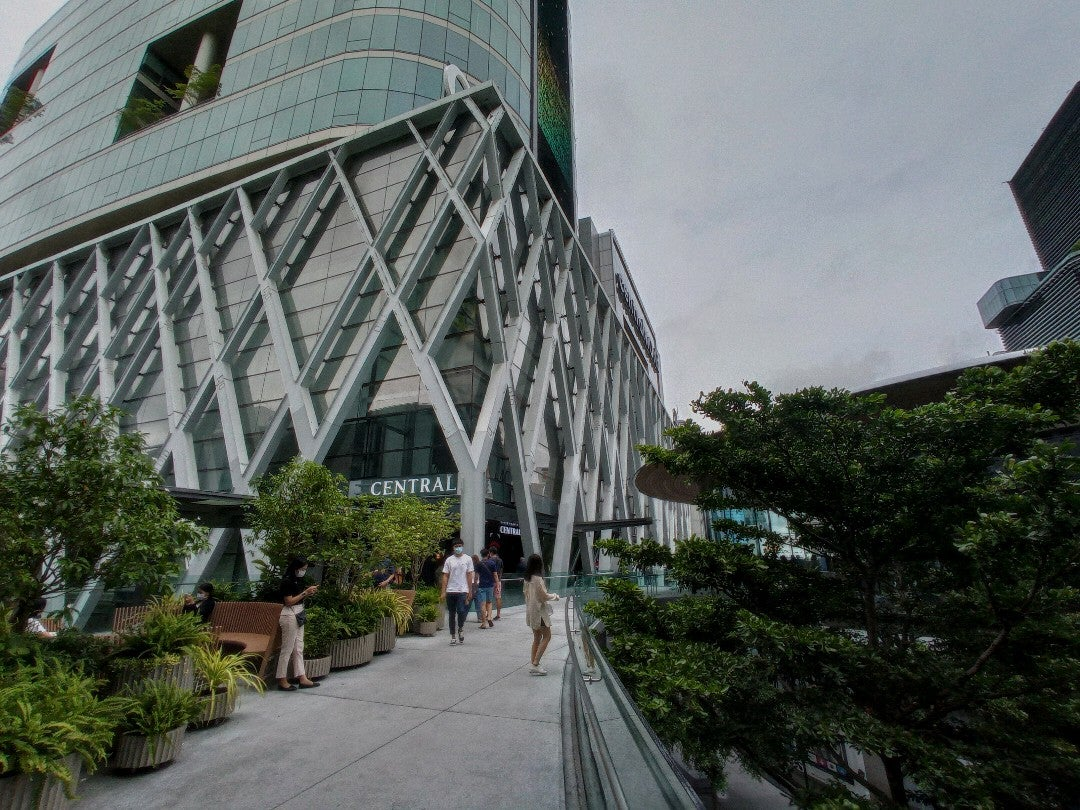
Grandes almacenes centrales

#### Anclajes principales
- Central Department Store : anteriormente conocida como Zen, es la sucursal más grande de Central Department Store y está catalogada como la primera megatienda de tendencias de estilo de vida de Asia en ese momento. Tiene 50.000 metros cuadrados y siete pisos de altura. Administrada por Central Retail Corporation, la sucursal servirá como prototipo del nuevo concepto de Central a nivel nacional.
- SF World Cinema : un complejo de cines de lujo ubicado en el séptimo piso, tiene un total de 15 pantallas, que incluyen los 800 asientos de World Max Screen y teatros de lujo de "primera clase". El lugar acogió varios estrenos de cine tailandés, así como el Festival Internacional de Cine de Bangkok de 2007 y el Festival Internacional de Cine de Bangkok de 2008 .
- GROOVE @ centralWorld The New Zone con variedades de café, restaurantes, espacio para pasar el rato en el frente de The Offices

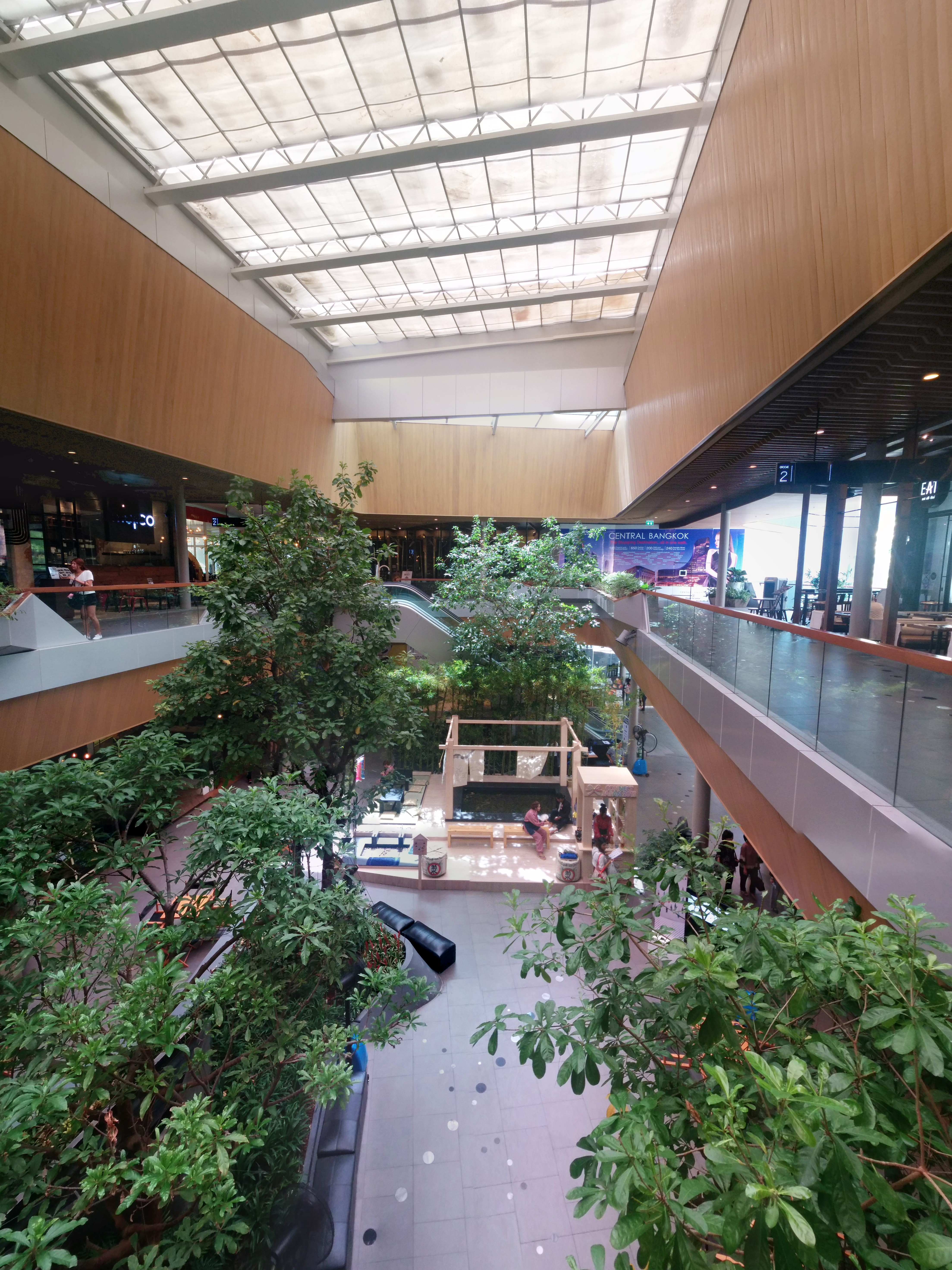
GROOVE en CentralWorld

#### Inquilinos clave
- Apple Store: la segunda tienda de Apple en Tailandia. Ubicado en CentralWorld Square, justo afuera de Central Department Store. Reconocida como la Apple Store más grande del sudeste asiático.
- SuperSports: una gran tienda de equipos deportivos.
- PowerBuy x B2S Think Space: el buque insignia y la sucursal más grande de la cadena de tiendas de electrónica y librerías con sede en Tailandia, se extiende en un piso y ofrece publicaciones internacionales y locales, libros, artículos de papelería, artículos de oficina y diversas formas de medios de entretenimiento. Además, electrodomésticos que van desde refrigeradores hasta sistemas de cine en casa.
- Tops Food Hall: este supermercado de primer nivel ofrece productos para el hogar, frutas y verduras frescas, productos lácteos, carnicerías y mariscos. También hay una bodega, un patio de comidas y una variedad de restaurantes y locales de comida rápida.
- SB Design Square: la tienda insignia de SB Furniture, que vende muebles y productos para decorar el hogar.
- Toys R Us: la ubicación principal de la tienda en Tailandia, ofrece más de 10,000 metros cuadrados de juguetes importados y atractivos artilugios y artilugios para adolescentes.

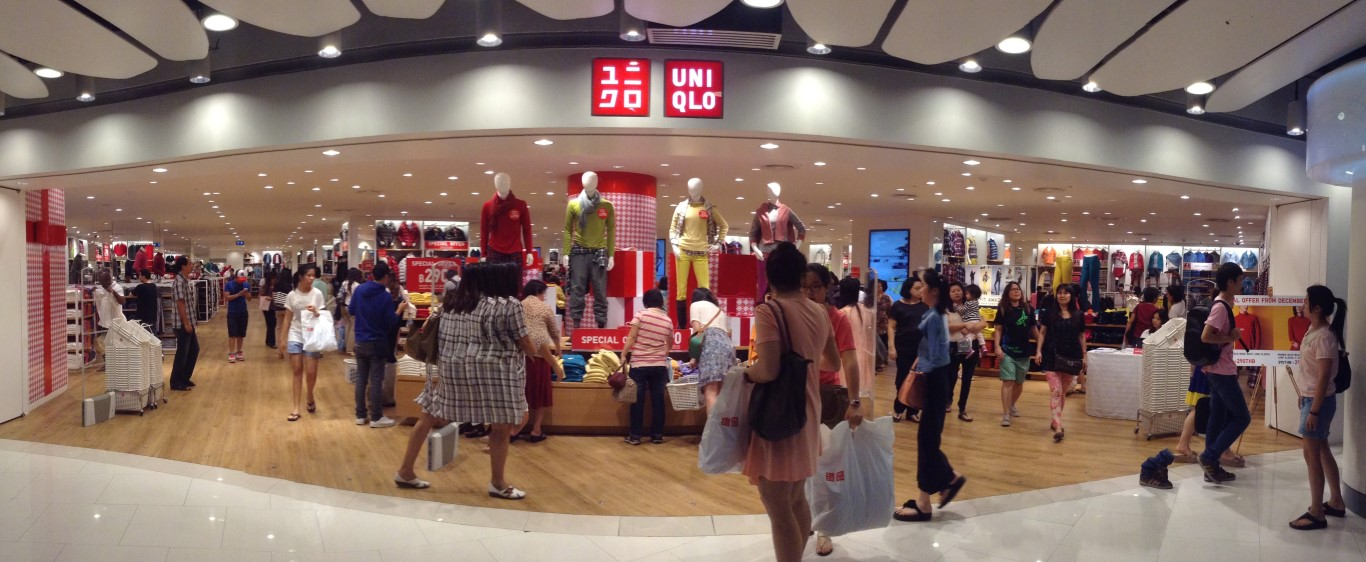
UNIQLO Primera tienda en Tailandia

- TK Park (Thailand Knowledge Park): un complejo que incluye una biblioteca, centros de Internet, una sala de cine 4D y otras instalaciones multimedia. Propiedad y operación del gobierno de Tailandia.
- Genius Park : una instalación recientemente agregada, que reemplaza a Asian Senses, consta de un parque infantil, una sala de juegos y varios centros de aprendizaje para niños y adultos.
- Uniqlo : la primera tienda Uniqlo en Tailandia y actualmente la sucursal más grande de la marca en el sudeste asiático.
- H&M : la tienda H&M más grande del sudeste asiático y la tercera más grande después de Las Vegas y Nueva York.
- The Rink Iceskate : una pista de patinaje sobre hielo cubierta ubicada en la zona del foro del segundo piso.
- The ZONE de Fitness First : el gimnasio Fitness First más grande del sudeste asiático.

### Antiguos inquilinos

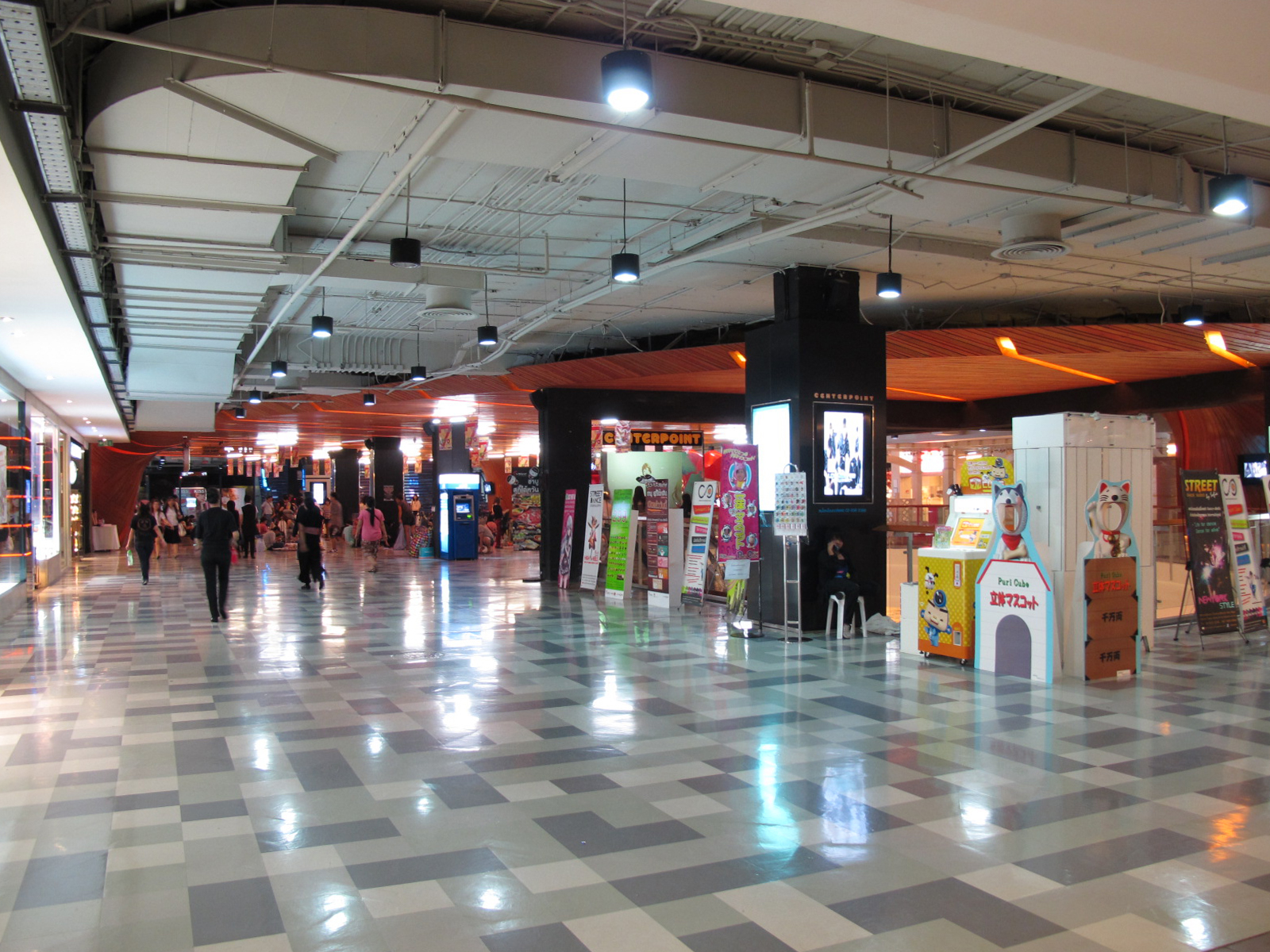
Punto central en CentralWorld

- King Power: una tienda local libre de impuestos que solía operar en el sexto piso de la Zona A. Finalmente cerró en junio de 2006 para dar paso a la expansión de la tienda departamental ZEN (ahora la tienda departamental central).
- Major Cineplex: un antiguo cineplex que cuenta con seis pantallas y veinticuatro pistas de bolos. El cineplex finalmente cerró debido a los malos negocios, después de que SF World Cinema abriera en enero de 2008. Desde entonces, este espacio se ha convertido en la plaza de la Zona I de CentralWorld.
- Centerpoint en CentralWorld: un complejo de tiendas, restaurantes, zonas de juegos y lugares de entretenimiento ubicados en el nivel 7. El complejo fue desarrollado y operado por Pornpailin Development Co Ltd, que anteriormente operó Centerpoint en Siam Square. Cerró en agosto de 2012 para hacer Edutainment Zone. A partir de diciembre de 2021, este espacio se convirtió en la plaza de la Zona I de CentralWorld.
- Isetan: la única sucursal de la cadena de grandes almacenes japonesa en Tailandia. Tiene seis pisos, abarca desde ropa hasta enseres domésticos. El quinto piso de Isetan se llama Galería Washoku y presenta productos alimenticios importados de Japón. La sexta historia presenta la primera sucursal de Books Kinokuniya en Tailandia. Administrado directamente por Isetan Mitsukoshi Holdings, se cerró permanentemente el 31 de agosto de 2020. Desde entonces, todo el espacio de la tienda Isetan Bangkok se ha convertido en la plaza de la Zona I de CentralWorld.

### Hotel
- El Centara Grand & Bangkok Convention Center en CentralWorld es un hotel de 5 estrellas de 57 pisos. Hay un área de 17.000 metros cuadrados de sala de convenciones y numerosos salones para eventos en el nivel 22 del hotel.

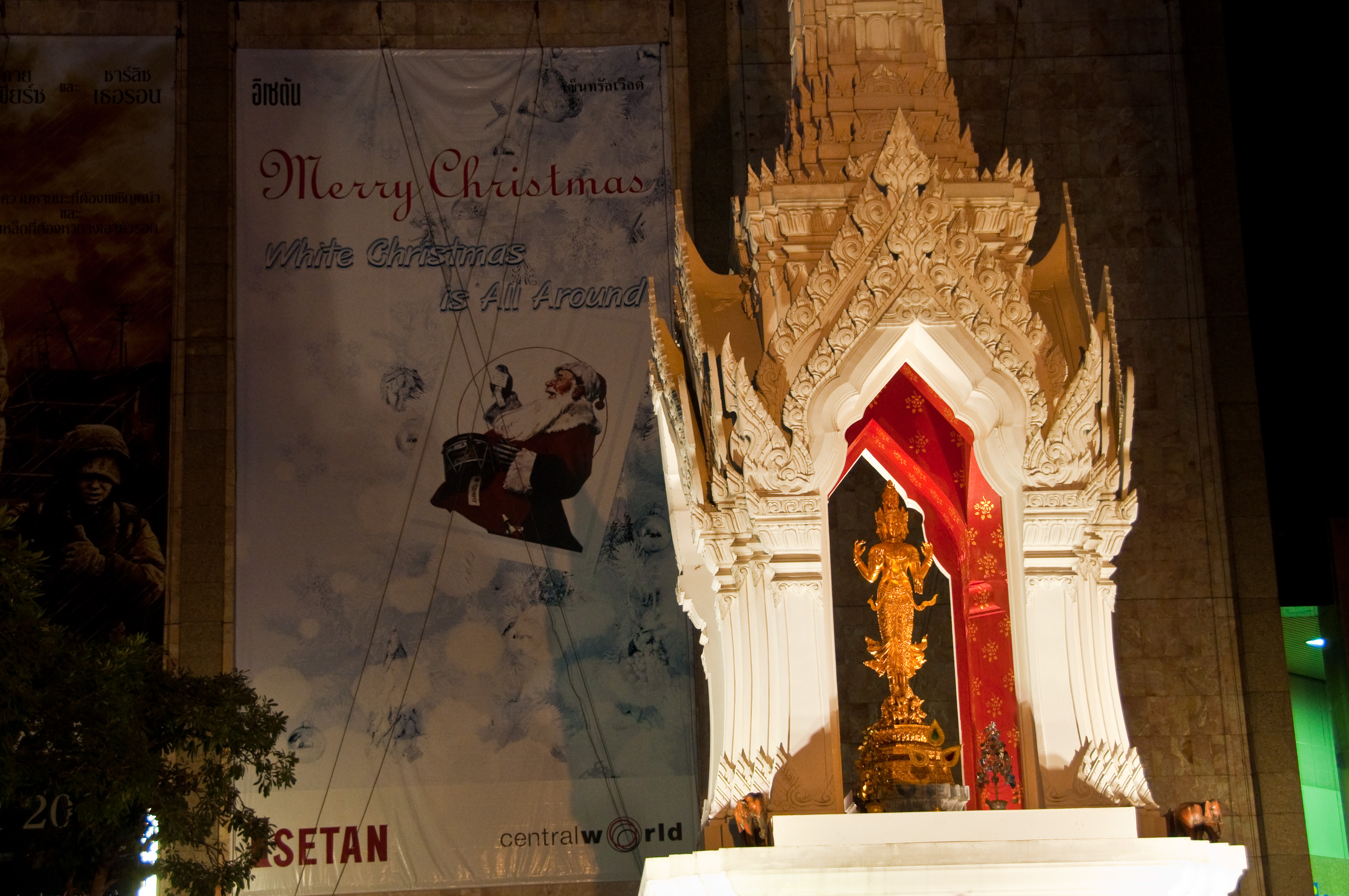
Santuario Trimurti en la parte delantera de Isetan